# Никола Фурнаджиев (капитан II ранг)
Вижте пояснителната страница за други личности с името Никола Фурнаджиев.
Никола Захариев Фурнаджиев е български офицер от флота, капитан II ранг, комендант на пристанище Дедеагач през Балканската (1912 – 1913) и Междусъюзническата война (1913), началник на Беломорската част през Първата световна война (1915 – 1918).

## Биография
Никола Фурнаджиев е роден на 1 май 1873 г. в Самоков, Османска империя. Като стипендиант на Министерството на войната от 1894 г. учи мореплаване в Императорската кралска академия по търговия и мореплаване в Триест, Австро-Унгария, като завършва през 1898 година. На 27 ноември 1898 г. постъпва на военна служба а през 1900 г. завършва завършва Машинно училище при флота, през 1900 г. е произведен в чин мичман II ранг и зачислен във флота.
На 2 август 1903 Никола Фурнаджиев е произведен в чин мичман I ранг, а през 1904 г. е командирован за обучение в Минния офицерски клас в Кронщат, Русия, като завършва през 1905 година. Веднага след това завършва и Водолазния офицерски клас. Съгласно предписание на главния Морски щаб от 6 октомври 1905 г. № 21115 мичман Никола Фурнаджиев е зачислен в състава на водолазната школа, считано от 11 октомври. През лятото на 1906 г. при плаване с учебния кораб „Опричник“ е назначен за вахтен началник. През 1908 е произведен в чин лейтенант. От 1909 г. лейтенант Фурнаджиев служи като водолазен офицер, а през 1911 г. е назначен за командир на миноносец.
През Балканската (1912 – 1913) и Междусъюзническата война (1913) е комендант на пристанище Дедеагач (от 18 ноември). През 1915 е произведен в чин капитан-лейтенант.
По време на Първата световна война (1915 – 1918) капитан-лейтенант Фурнаджиев е началник на Беломорската част, като на 20 юли 1917 е произведен в чин капитан II ранг. На 24 октомври 1919 г. е уволнен от служба. За „отличия и заслуги през третия период на войната“ съгласно заповед № 464 от 1921 г. по Министерството на войната е награден с Военен орден „За храброст“, IV степен 2 клас.
Капитан II ранг Никола Фурнаджиев умира през 1946 г. в Самоков.
На 7 август 2013 г. по случай 134-тата годишнина от създаването на Българските ВМС водолазен кратер № 223 е преименуван в „Капитан ІІ ранг Никола Фурнаджиев“.

## Военни звания
- Мичман II ранг (1900)
- Мичман I ранг (2 август 1903)
- Лейтенант (1908)
- Капитан-лейтенант (1915)
- Капитан II ранг (20 юли 1917)

## Образование
- Императорската кралска академия по търговия и мореплаване в Триест, Австро-Унгария (1894 – 1898)
- Машинно училище при флота (1898 – 1900)
- Минен офицерски клас в Кронщат, Русия (1904 – 1905)
- Водолазен офицерски клас в Кронщат, Русия (1905 – 1905)

## Награди
- Военен орден „За храброст“, IV степен, 2 клас (1921)
- Орден „Св. Александър“ V степен с мечове по средата.